# Лэндерс, Рут
Рут Лэ́ндерс (англ. Ruth Landers; 17 мая 1938, Франкфурт, Германия) — американский сценарист и продюсер. Мать актрис Одри (род.1956) и Джуди Лэндерс (род. 1958).

## Фильмография
Сценарист
- 1990 — «Клуб Федерального правительства[англ.]»/Club Fed

Продюсер
- 1989 — «Литературное приведение»/Ghost Writer
- 1990 — «Клуб Федерального правительства[англ.]»/Club Fed
- 1991 — «Полная система регидратации Дэймона Чарльза»/The Damon Charles Total Rehydration System
- 1991 — «Калифорнийский казанова[англ.]»/California Casanova
- 1995—1997 — «Клуб Хуггабуг[англ.]»/The Huggabug Club
- 2006 — «Цирк-лагерь»/Circus Camp